# Pierre Huchet
Pour les articles homonymes, voir Huchet.
Pierre Alexandre Marie Désiré Huchet né le 11 juin 1886 à Rouen (Seine-Inférieure) et mort le 4 mai 1965 à Sainte-Feyre (Creuse), est un acteur français de théâtre et de cinéma.

## Filmographie
- 1933 : Âme de clown
- 1934 : L'Aventurier : Félix
- 1934 : Si j'étais le patron
- 1934 : Dactylo se marie
- 1935 : Baccara
- 1935 : Pasteur
- 1936 : Le Crime de monsieur Lange
- 1937 : La Bataille silencieuse
- 1937 : Mes tantes et moi
- 1938 : Remontons les Champs-Élysées
- 1938 : L'Accroche-cœur
- 1938 : Chipée
- 1938 : Quadrille
- 1939 : Ils étaient neuf célibataires : Le valet de pied de Margaret

## Théâtre
- 1923 : L'Homme enchaîné d'Édouard Bourdet
- 1925 : Un coup d'épée dans l'eau de Marcel Deroissic et Jean Berty
- 1926 : Un perdreau de l'année de Tristan Bernard
- 1931 : La Ligne de cœur de Claude-André Puget
- 1931 : Frans Hals ou l'Admiration de Sacha Guitry
- 1933 : Teddy and Partner d'Yvan Noé
- 1934 : Un roi, deux dames et un valet de François Porché
- 1935 : L'Inconnue d'Arras d'Armand Salacrou / mise en scène : Aurélien Lugné-Poë
- 1935 : Fausse monnaie de Gabriel d'Hervilliez et Edmond Cléray
- 1937 : Victoria Regina de Laurence Housman / mise en scène : André Brulé
- 1953 : La Volupté de l'honneur de Luigi Pirandello / mise en scène : Jean Mercure
- 1957 : Patate de Marcel Achard / mise en scène : Pierre Dux